# Peter Drelincourt
Pour les articles homonymes, voir Drelincourt.
Peter [Pierre] Drelincourt, né le 22 juillet 1644 à Paris et mort le 7 mars 1722 à Londres, est un prêtre anglican britannique d'origine française, exerçant dans l'Église d'Irlande et doyen d'Armagh.

## Biographie
Pierre Drelincourt est le fils de Charles Drelincourt, pasteur de l'église réformée de Charenton, et de Marguerite Bolduc. Il fait ses études de théologie à l'université de Genève (1666) et d'Oxford (1671) et ultérieurement à Leyde (1675), où son frère Charles Drelincourt est titulaire de la chaire d'anatomie. Il poursuit ses études au Trinity College de Dublin, où il obtient un master  en 1681, et un doctorat (LL.D.) en 1691.
Durant ses études à Oxford, il est nommé précepteur du petit-fils du duc d’Ormonde, nommé la même année Lord lieutenant d'Irlande. Peter Drelincourt le suit en Irlande et y enseigne le français, l'histoire, la géographie et la religion à son jeune élève. Malgré un succès mitigé dans cette charge, le duc d'Ormonde lui conserve son estime et en fait son aumônier personnel en 1681. Peter Drelincourt est nommé en 1681 precentor de la cathédrale Christ Church de Dublin, puis archidiacre de Leighlin, dans le comté de Carlow en 1683, fonction à laquelle il ajoute celle de doyen d'Armagh en 1691 après l'obtention de son doctorat, tout en renonçant à ses fonctions à Leighlin,.
Il épouse Mary Maurice, fille du doyen de Derry et ils ont une fille, Anne. Peter Drelincourt réside essentiellement à Dublin et Londres, il est peu présent à Armagh, tout en participant au financement de la rénovation de la cathédrale anglicane, abîmée durant les guerres williamites. Il est généreux également pour la restauration d'églises à Dublin et Clonfeacle, et fait des dons au King's Hospital, au conseil d'administration duquel il occupe un siège de 1711 à 1715. 
Il meurt à Londres le 7 mars 1722 et est enterré dans la cathédrale d'Armagh, où Rysbrack a réalisé le monument commémoratif à la demande de son épouse. Sur une tablette murale, en latin, se trouve un compte rendu minutieux de ses origines et de ses promotions, et sur le devant du sarcophage, une inscription en vers anglais mentionne notamment la Drelincourt Charity School créée par son épouse.

## Publications
Peter Drelincourt est l'auteur de deux publications, De l'état présent d'Irlande (1681) et A Speech Made to his Grace the Duke of Ormond Pour rendre les humbles remerciements des protestants français récemment arrivés dans ce royaume; et gracieusement soulagé par eux (1682), liées à l'histoire du refuge et à l'arrivée de huguenots en Irlande.